# Roaring Springs (Teksas)
Roaring Springs je gradić u američkoj saveznoj državi Teksas. Prema popisu stanovništva iz 2010. u njemu je živjelo 234 stanovnika.